# 李英和
李 英和（リ・ヨンファ、朝鮮語: 리 영화、1954年〈昭和29年〉12月22日 - 2020年〈令和2年〉3月28日）は、在日朝鮮人の北朝鮮研究者。2005年（平成17年）4月1日から関西大学経済学部教授。専攻は北朝鮮社会経済論。「在日党」（略称）代表でもあった。

## 人物・経歴
1954年（昭和29年）12月22日、在日朝鮮人3世として大阪府堺市に生まれる。父は4歳のときに慶尚北道から渡ってきた朝鮮人でパチンコ屋の店員、母は日本生まれの在日2世でホルモン焼きの屋台を出していた。一家は、使われなくなった酒蔵を間借りして生活をしていた。父親は正統派社会主義者で在日本朝鮮人連盟の活動家だったこともあったが、金日成の個人崇拝に凝り固まっていく在日本朝鮮人総聯合会（朝鮮総連）に対しては批判的であり、そのため、李英和は小学校も中学校も日本の公立学校に通った。朝鮮総連が運営する民族学校である朝鮮学校には授業料と通学用の定期乗車券費用がかかるという経済的な事情もあった。
大阪府立堺工業高等学校機械科卒業後、溶接工を勤めながら関西大学経済学部夜間部に入学した。当時は多くの日本人も貧しかったが、在日朝鮮人はそれ以上に貧しく、大学へ進学する者はほとんどいなかった。李英和も、手に職をつけるために工業高校に入学し、卒業後は「一流の溶接工になろう」と決心して鉄工所に入社した。しかし、ちょうどそのころ溶接ロボットが導入され始めており、思い描いていた将来に疑問が生じたので、学生運動もしてみたいという思いから大学に進むこととしたが、学費は自分で稼ぐしかなかった。在学中は反スターリン主義のノンセクト・ラディカルズとして活動したが、日共系の民主青年同盟と激突したことで、所属していた朝鮮総連系の留学同（在日本朝鮮留学生同盟中央本部）を除名された。大学を卒業した頃は第2次石油ショック後の不景気であり、朝鮮人であるうえに学生運動をしていたため就職試験はすべて不採用だった。そこで関西大学の大学院に進み、博士課程を修了した（経済学専攻）。大学院進学を機会に、「社協」（在日本朝鮮人社会科学者協会）に加入した。その後、関西大学経済学部の助手として採用された。
関西大学専任講師だった1991年（平成3年）4月から12月まで、開発経済学者として平壌の朝鮮社会科学院への短期留学を経験した。当時、「北朝鮮留学第1号」として「毎日新聞」が大きく報道している。ただし、以後、第2号は登場しなかったので、彼が唯一の北朝鮮留学経験者である。留学先として北朝鮮を選んだのは、祖国がどんな経済展望や発想を持っているのかを肌で感じ取りたいという素朴な関心からであり、熱烈な祖国愛・主体思想からというわけではなかったし、また、北朝鮮の実態を暴いて断罪しようという底意もなかった。親戚との再会、祖母の墓参を除けば、純粋な好奇心からであった。北朝鮮を含む至るところで、彼は変人・珍獣扱いされた。家族・親族も身の安全ふくめ大変心配した。北朝鮮に行った経験のある彼の叔母は、李英和を「馬鹿者」と呼び、「よりによって、あんな国に行くとは、物好きにもほどがある」と語った。叔母の口からは金日成体制に対する罵詈雑言しか出てこず、北朝鮮の生活実態については「日本の終戦直後と同じか、もっと悪い」という説明であった。
平壌での留学生活では、予想を超える極端な個人崇拝と徹底した監視社会の実態、出身成分と差別、強制収容所、あまりにも貧しい庶民、北朝鮮国家の経済破綻を知り失望する。その体験は『北朝鮮 秘密集会の夜』にまとめられた。留学中の彼は、危険を冒して集会を行う反体制知識人とも接触を持った。日本へ戻る際、北朝鮮では1回しか刊行されなかったマルクス『資本論』朝鮮語訳の贈与を研究者仲間から受けた。
帰国後の1992年（平成4年）には「在日党」を組織した。同年10月、深刻な食糧難に直面する北朝鮮民衆に民間レベルで「民主と友愛のコメ」を送ろうというキャンペーンを始めたが、これには激励の手紙や電話も多かった反面、嫌がらせをはじめとする朝鮮総連の妨害活動がはなはだしく、結局のところ実を結ばずして頓挫した。1993年（平成5年）、北朝鮮民主化を目指す「救え! 北朝鮮の民衆/緊急行動ネットワーク」（RENK）を結成した。そして、長きにわたり、RENK代表として北朝鮮内部の知られざる市民生活の実態を世界に公開する活動に取り組んだ。
1997年（平成9年）、北朝鮮の最高人民会議代議員選挙に金正日に対抗して立候補届を朝鮮総連に郵送したが、受け取りを拒否された。2003年（平成15年）から2004年（平成16年）にかけて、韓国で発売禁止となった李友情著『マンガ金正日入門』シリーズの日本語訳・監修を担当した。本来は「漫画嫌い」だという李英和であるが、中身が濃いのに一気に読ませ、なおかつ、歴史考証や現状分析もしっかりしていることに強い感銘を受けたという。
2020年（令和2年）3月28日死去、65歳没。葬儀・告別式は近親者のみで営まれた。

## 見解・活動

### 「収容所国家」とRENK
短期留学で北朝鮮に入国してみると、金日成・金正日に対するあまりに極端な個人崇拝や監視社会の実態、あるいは庶民生活の経済破綻を知るに及び、同国に激しい失望の念をいだいたという。この経験が、のちの一連の著作につながっている。帰国後の1993年に高英起とともに立ち上げた「救え!北朝鮮の民衆/緊急行動ネットワーク」（RENK）では、同年6月3日にメンバー50人余りが大阪市内の目抜き通りを「強制収容所を廃止し、すべての政治囚を釈放せよ」「金日成政権は人権弾圧をやめろ」「北朝鮮民衆に民主主義と人権を保障せよ」と書いたプラカードや横断幕を掲げてデモ行進をおこなった。その後も脱北者の支援や北朝鮮内部の資料、映像を世界へ公開する活動を展開した。出版物に、安哲兄弟による『秘密カメラが覗いた北朝鮮』（李英和、RENK 訳）がある。
金正日および「収容所国家」と化した北朝鮮の国家体制に対しては厳しい批判を寄せる一方、北朝鮮民衆に対しては温かい思いをいだきつづけ、支援を呼びかけてきた。また、金大中よりはじまる韓国の対北宥和政策、いわゆる「太陽政策」にはきわめて批判的である。
RENKの活動には、辛光洙と一時同居し、そのことがきっかけとなって実兄が北朝鮮で銃殺された在日朝鮮人女性、朴春仙も参加した。

### 外国人参政権運動
外国人参政権運動にも熱心で、関西大学専任講師時代の1992年（平成4年）6月に政治団体「在日外国人参政権'92」（略称：在日党）を設立し代表に就任した。同団体から同年7月の第16回参議院議員通常選挙に立候補しようとしたが、届出を受理されなかった。1993年2月、李は不受理を不服として大阪地裁へ提訴をおこなったが、1994年12月に棄却された。李は大阪高裁へ控訴した。
以降、国政選挙で何度か「在日党」公認候補として立候補の届出をしようとし、受理されないという事が繰り返されている。手続き不受理となった後、外国人参政権の必要性を訴える街頭演説を行うのが定番となっていた。

### 拉致問題について
平壌留学の経験もある李英和は、1950年代から1960年代にかけては、日本から在日韓国・朝鮮人が拉致されたケースが少なくなかったと述べ、具体例として、留学中に出会ったある在日男性から「中学生のとき、米国の遊園地に行こうと誘われて日本を出たが、着いたのは北朝鮮。そのまま日本発行の再入国許可証と外国人登録証を取り上げられ「代わりの人間が日本へ渡ったから、もうお前は戻れない」と宣告されたという話を紹介している。李英和は、これについて、在日が忽然と姿を消しても日本人ほどの騒動にはならないという計算も働いていただろうと分析している。なお、李英和は帰国直前の1991年11月に朝鮮社会科学院の教官から、詳細な「拉致講義」を受けている。
それによれば、北朝鮮工作機関による計画的な日本人拉致作戦は、1976年から1987年の間に金正日総書記の指示で実行したもので、背景には1971年からの「人民経済発展6か年計画」など計画経済の失敗があり、金正日が汚名返上のために打ち出した新機軸として「対南テロ作戦」（経済破綻で全面戦争ができなくなったので、代替として韓国を標的に立案したテロ作戦）を発動したことがある―など、1991年当時としては驚くべき内容であり、李英和は帰国後この内容を秘かに日本政府に伝えたが、当時の政府はほとんど無反応で、聞く耳さえ持たなかったという。

## 著書

### 単著
- 『在日韓国・朝鮮人と参政権』明石書店〈双書在日韓国・朝鮮人の法律問題 3〉、1993年11月。ISBN 4-7503-0556-1。
- 『北朝鮮秘密集会の夜　留学生が明かす“素顔”の祖国』クレスト社、1994年4月。ISBN 4-87712-014-9。
  - 『北朝鮮秘密集会の夜　留学生が明かす“素顔”の祖国』文藝春秋〈文春文庫〉、1996年7月。ISBN 4-16-725002-0。
- 『北朝鮮収容所半島』小学館、1995年6月。ISBN 4-09-389461-2。
  - 『朝鮮総連と収容所共和国』小学館文庫、1999年9月。ISBN 4-09-403431-5。
- 『極秘潜入　金正日政権深奥からの決死レポート』小学館、2003年8月。ISBN 4-09-389462-0。
- 『暴走国家・北朝鮮の狙い　「金正日後」に本当の危機がやってくる』PHP研究所、2009年10月。ISBN 978-4-569-69962-2。

### 共著
- Sapio責任編集 編「元留学生・李英和の「行った、見た、聞いた」」『北朝鮮世紀末読本　金正日権力世襲の裏で何が始まってるか！』小学館、1994年9月。ISBN 978-4-09-103131-0。
- 金英達ほか共著『救え!北朝鮮難民とこどもたち no.2』Renk東京〈Renk東京パンフレット no.2〉、1998年7月。
- 山田寛、中島隆晴・大原晋・水上洋一郎・ヴー・ティ・キム・スアン・柳瀬房子・川上郁雄・渡邉彰悟・李英和『日本の難民受け入れ過去・現在・未来』東京財団〈虎ノ門dojoブックス〉、2007年3月。ISBN 978-4-89514-288-5。

### 編著
- 李英和責任編集 編『北朝鮮・日本人妻たちへの鎮魂歌』ザ・マサダ、1997年12月。ISBN 4-915977-52-8。

### 日本語訳・監修
- 白栄吉『北朝鮮不良日記』李英和訳、ザ・マサダ、1995年8月。ISBN 4-915977-15-3。
- 朴善姫、朴春植『いのちの手紙　北朝鮮難民孤児-ソニとチュンシク』李英和・アレクサンダー・マーティン共訳、ザ・マサダ、1999年10月。ISBN 4-915977-94-3。
- 安哲兄弟『秘密カメラが覗いた北朝鮮　コッチェビの叫び』李英和・RENK訳、ザ・マサダ、1999年3月。ISBN 4-915977-86-2。
- 白栄吉『北朝鮮不良日記』李英和訳、文藝春秋〈文春文庫〉、1999年5月。ISBN 4-16-755017-2。
- 安哲、朴東明『北朝鮮飢餓ルポ』李英和・RENK訳・編、小学館〈小学館文庫〉、2001年3月。ISBN 4-09-403432-3。
- 李友情作・漫画『マンガ金正日入門　拉致国家北朝鮮の真実』李英和訳・監修、飛鳥新社、2003年8月。ISBN 4-87031-575-0。
  - 李友情作・漫画『マンガ金正日の正体』李英和訳・監修、小学館〈小学館文庫〉、2006年10月。ISBN 4-09-406003-0。 - 『マンガ金正日入門』(飛鳥新社、2003年刊)の改題。
- 李友情作・漫画『マンガ金正日入門　北朝鮮将軍様の悪夢』 2巻、李英和訳・監修、飛鳥新社、2004年3月。ISBN 4-87031-602-1。
- 李友情作・漫画『マンガ金正日最後の日　2005年 恐怖政治終焉のシナリオ！』李英和訳・監修、宝島社、2004年11月。ISBN 4-7966-4343-5。 - 『マンガ金正日入門』の第3弾。
- 河泰慶原作、崔炳善漫画『マンガ　金正恩入門――北朝鮮　若き独裁者の素顔』李英和監修、ティー・オーエンタテインメント、2011年7月。ISBN 978-4-904376-61-4。